# Ebenezer Peirce

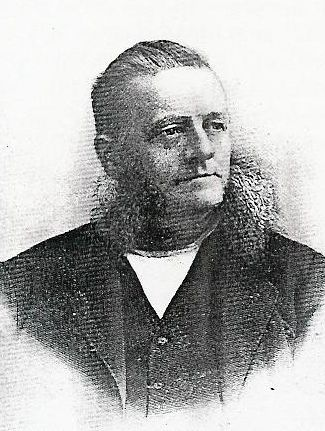
General E. W. Peirce

Ebenezer Weaver Peirce (10 de abril de 1822 - 14 de agosto de 1902) fue general de brigada en la milicia de Massachusetts, sirviendo como voluntario de 90 días en el Ejército de la Unión en los meses iniciales de la guerra civil estadounidense, y coronel del 29.º Regimiento de Infantería Voluntaria de Massachusetts del Ejército de la Unión entre diciembre de 1861 y julio de 1864. Más tarde trabajó como agricultor, especulador inmobiliario, historiador y genealogista.

## Inicios
Peirce nació en Assonet, Massachusetts, de Ebenezer y Joanna (Weaver) Peirce. Asistió a escuelas locales en Assonet y Andover Academy. Heredó una propiedad rica en bienes raíces y se dedicó a la ganadería ovina. Peirce se alistó en el 4.º de Artillería, Milicia Voluntaria de Massachusetts, en 1843, y continuó su servicio hasta e incluyendo la Guerra Civil.

## Guerra civil
En 1861 Peirce fue general de brigada en la Milicia del Estado de Massachusetts. Sirviendo bajo el mando del General de División Benjamin F. Butler en Fort Monroe en Virginia, estuvo al mando directo de las fuerzas de la Unión en la Batalla de Big Bethel en junio de 1861. El 13 de diciembre de 1861, Peirce se unió a las fuerzas voluntarias como coronel del 29.º Regimiento de Infantería de Massachusetts. Su regimiento estaba ubicado en Fort Monroe y participó en la batalla de Hampton Roads. Fue juzgado en consejo de guerra por presentar espectáculos de burlesque a las tropas de su comando y por incompetencia, pero fue absuelto. Peirce luchó en la Campaña de la Península y en las Batallas de los Siete Días donde, el 30 de junio de 1862, perdió su brazo derecho en la batalla de White Oak Swamp, considerada parte de la mayor batalla de Glendale o de la de Nelson's Farm. Estuvo fuera de combate hasta noviembre de 1862, cuando regresó al mando de su regimiento y sirvió en el asedio de Knoxville. Su regimiento regresó a Virginia con el resto del IX Cuerpo y luchó en Cold Harbor. Comandó luego una brigada en la Segunda Batalla de Petersburg y luego otras durante los siguientes períodos: Del 18 de agosto al 18 de septiembre de 1863; del 10 de enero al 16 de marzo de 1864; y del 4 de junio al 23 de julio de 1864.
Peirce fue dado de baja del servicio voluntario el 4 de noviembre de 1864 debido a la pérdida de su brazo derecho y a una debilidad nerviosa general relacionada con las enfermedades miasmáticas y regresó a Assonet. En 1880, fue miembro de la junta directiva de Freetown Selectmen durante un año.

## Después de la guerra
Peirce se casó en Freetown, Bristol County, Massachusetts, el 13 de diciembre de 1849 con Irene I. Payne hasta que se le concedió el divorcio el 1 de mayo de 1875, y la pareja tuvo un hijo que vivió más allá de la infancia, Palo Alto Peirce (sic), quien fue durante muchos años el secretario municipal de Freetown. Fue elegido miembro vitalicio de la Old Colony Historical Society el 2 de abril de 1855 y miembro residente el 11 de octubre de 1886. El 5 de abril de 1892, Ebenezer Peirce se casó con Ida E. Gardner, graduada en 1881 de la Escuela Normal de Bridgewater El 14 de agosto de 1902, Ebenezer Peirce murió a la edad de 80 años. Está enterrado en el cementerio de Assonet.

## Legado
En 1867, el Campamento E. W. Peirce, Puesto 8, Gran Ejército de la República fue establecido en Middleborough, Massachusetts y nombrado en honor a Ebenezer W. Peirce.
Peirce fue autor de numerosos libros y artículos sobre temas históricos en los condados de Bristol y Plymouth, incluyendo historia india, biografías y genealogía.

## Peirce contra Pierce
En el área de Assonet-Lakeville, históricamente ha habido una ortografía inconsistente del apellido Pierce. En algunos casos, los padres con el apellido Pierce tienen hijos con el apellido Peirce, y viceversa. La ortografía más común del apellido de esta persona parece ser Peirce.